# Elfriede Datzig
Elfriede Datzig (1922–1946) fue una actriz de cine austríaca. Tras el Anschluss, Datzig apareció en varias producciones cinematográficas de la compañía Wien-Film como la comedia de 1939 Anton the Last. En 1946 la actriz falleció, a la edad de 23 años, debido a complicaciones de una reacción alérgica a la penicilina. Estaba casada con el actor Albert Hehn.

## Filmografía seleccionada
- Anton the Last (1939)
- Roses in Tyrol (1940)

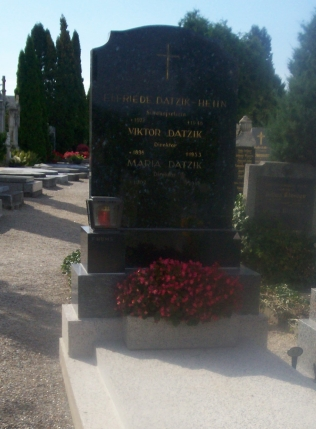
Tumba de Danzig.

- My Daughter Lives in Vienna (1940)
- The War of the Oxen (1943)
- Black on White (1943)